# Sagraea polychaete
Sagraea polychaete là một loài thực vật có hoa trong họ Mua. Loài này được (Urb. & Ekman) Alain miêu tả khoa học đầu tiên năm 1999.